# Nagaču
Nagaču (mongolsko ᠨᠠᠭᠠᠴᠦ, Nagaču, kitajsko 納哈出) je bil mongolski politik in general dinastije Severni Juan v Mandžuriji, * 1320, dinastija Severni Juan, † 31. avgust 1388, dinastija Ming. 
Prvotno je bil uradnik dinastije Juan. Do sredine 1380. let je vzpostavil svojo oblast mongolskimi plemeni na širokem območju, vključno z večjim delom Reheja in Ljaoninga. Okrepil je svojo vojsko, jo povečal na več sto tisoč vojakov in bil dovolj močan, da je grozil z invazijo na novoustanovljeno dinastijo Ming, da bi ponovno vzpostavili oblast Mongolov v ožji Kitajski. Namesto da bi počakala na napad Severnega Juana, je dinastija Ming leta 1387 napadla Nagačuja in ga po uspešnih diplomatskih pogajanjih prisilila v predajo. Nagačuja in več tisoč njegovih častnikov in sorodnikov so poslali v Nanking, takrat glavno mesto dinastije Ming. Cesar dinastije Ming je Nagačuju podelil naslov markiza z rento 2000 pikulov žita, javne njive v Džjangšiju in dvorec v Nankingu. Umrl je blizu Vučanga 31. avgusta 1388, verjetno zaradi prekomernega uživanja alkohola.